# Tapio Niemi
Tapio Niemi (* 12. Juli 1960) ist ein ehemaliger finnischer Radrennfahrer und nationaler Meister im Radsport.

## Sportliche Laufbahn
Niemi gewann im Bahnradsport die nationale Meisterschaft im Punktefahren 1981 und 2003. 1985 und 1989 gewann er den Rosendahl Grand Prix in Finnland. Mit dem Porvoon ajot gewann er 1991 das älteste finnische Eintagesrennen.  2001 siegte er im Eintagesrennen Mynämäen ajot.
Die Internationale Friedensfahrt bestritt er fünfmal. 1980 wurde er 70., 1984 71., 1985 78., 1991 71. der Gesamtwertung. 1979 war er ausgeschieden.